# Kinetic Concepts
Kinetic Concepts Inc. (KCI medical) war ein US-amerikanisches Unternehmen mit Hauptsitz in San Antonio, Texas, welches medizinische Geräte produzierte und vertrieb. Bekannt war das Unternehmen vor allem für die Produktion und den Vertrieb von Geräten zur Vakuumtherapie. Bis 2012 wurden auch Krankenhausbetten und Dekubitusmatratzen hergestellt und vertrieben. Das Segment der Dekubituslagerungssysteme wurde nach 2012 an ArjoHuntleigh verkauft. KCI medical Inc. wurde 2013 in die Acelity Gruppe integriert. Alle ehemaligen Markennamen der KCI medical werden nur noch unter dem Namen Acelity geführt. Seit KCI medical in die Acelity integriert wurde, werden keine Umsatzzahlen mehr veröffentlicht.